# Pius Anthony Benincasa
Pius Anthony Benincasa (* 8. Juli 1913 in Niagara Falls, New York; † 13. August 1986) war ein US-amerikanischer römisch-katholischer Geistlicher und Weihbischof in Buffalo.

## Leben
Pius Anthony Benincasa empfing am 27. März 1937 das Sakrament der Priesterweihe für das Bistum Buffalo.
Am 8. Mai 1964 ernannte ihn Papst Paul VI. zum Titularbischof von Buruni und zum Weihbischof in Buffalo. Der Bischof von Buffalo, James Aloysius McNulty, spendete ihm am 29. Juni desselben Jahres die Bischofsweihe; Mitkonsekratoren waren der Bischof von Camden, Celestine Joseph Damiano, und der Bischof von Paterson, James Johnston Navagh.
Benincasa nahm an der dritten und vierten Sitzungsperiode des Zweiten Vatikanischen Konzils teil.